# 50th Birthday Celebration Volume Seven

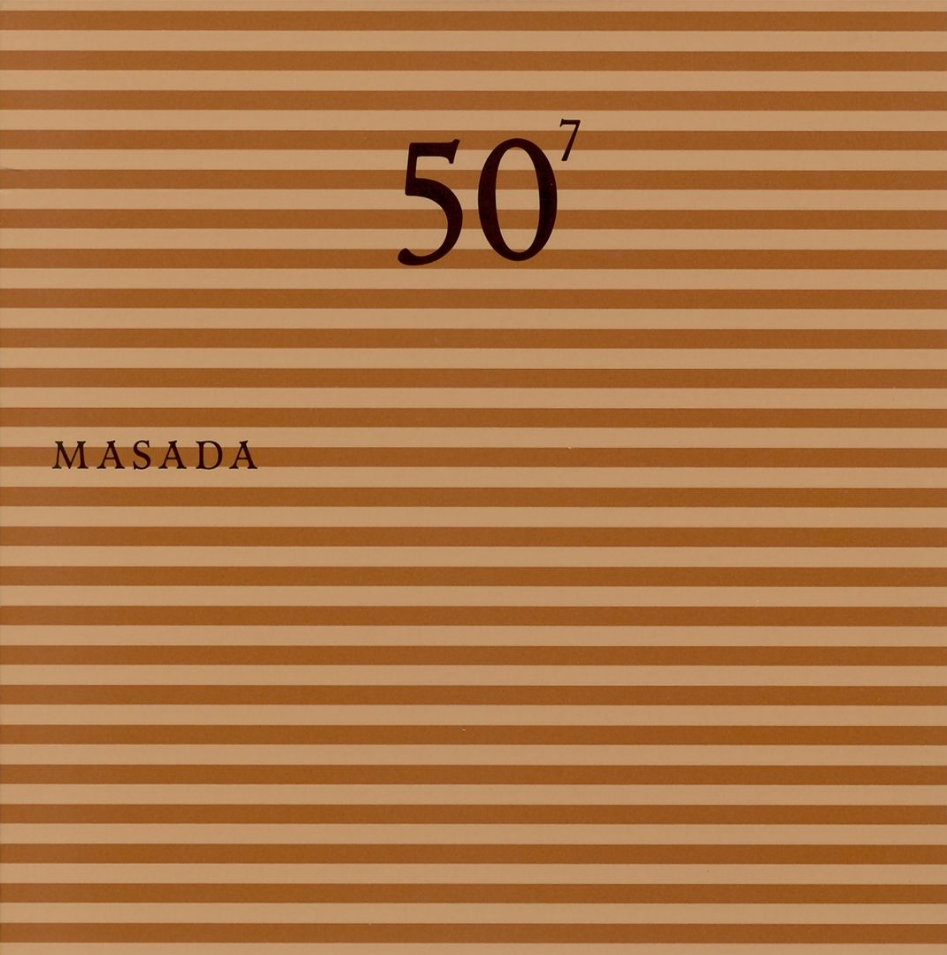
Pochette de l'album

50th Birthday Celebration Volume Seven est un album de Masada enregistré en public au club Tonic, à New York, lors d'une série de concerts à l'occasion des 50 ans de John Zorn, et sorti en 2004 sur le label Tzadik. Les compositions sont de John Zorn. Cet album fait partie de la série 50th Birthday Celebration enregistrée au Tonic en septembre 2003 à l'occasion des 50 ans de John Zorn.

## Titres
| 1.    | Karaim      | 14:28 |
| 2.    | Hath-Arob   | 5:18  |
| 3.    | Sippur      | 3:57  |
| 4.    | Acharei Mot | 9:12  |
| 5.    | Kedushah    | 9:16  |
| 6.    | Ravayah     | 4:32  |
| 7.    | Piram       | 12:19 |
| 8.    | Ashnah      | 8:19  |
| 67:21 |             |       |

## Personnel
- John Zorn - saxophone
- Dave Douglas - trompette
- Greg Cohen - basse
- Joey Baron - batterie